# Girls in the Hood
"Girls in the Hood" é uma canção da rapper estadunidense Megan Thee Stallion, gravada para seu álbum de estreia Good News (2020). A canção foi escrita por Megan, Bobby Sessions, Ilyah Fraser e Scott Storch, e foi produzida pelos dois últimos. Foi lançada como primeiro single do álbum pela Certified Entertainment e 300 Entertainment em 26 de junho de 2020. Os créditos de escrita também foram atribuídos a Eazy-E, Ice Cube e Dr. Dre. Contendo samples de "Boyz-n-the-Hood" de Eazy-E, a canção foi um sucesso de crítica, com críticos elogiando-a por lançar o original "misógino" de Eazy-E para ser um hino para as mulheres.
"Girls in the Hood" debutou e atingiu o número 28 na Billboard Hot 100. Foi apresentada ao vivo durante o BET Awards 2020 e durante seu primeiro show virtual no Tidal.

## Antecedentes e lançamento
A canção foi anunciada em 24 de junho de 2020 nas redes sociais. Depois que a canção foi insinuada, a rapper americana Reemarkable, filha de Eazy-E, falou sobre Megan sampleando "Boyz-n-the-Hood", pois, de acordo com ela, ela e os outros filhos de Eazy foram impedidos de recriar ou samplear sua canção. Em 26 de junho de 2020, antes do lançamento oficial da música, Megan especulou a canção com um vídeo postada no Instagram de seu twerking em um set de vestido de sol com um trecho do instrumental da canção. A canção foi lançada mais tarde naquele dia. A capa do single apresenta Megan em um sutiã de paisley rosa com capuz e brincos de argolas escrito "Hot Girl" (em português, "Garota Quente") no fundo. O merchandising para a canção foi criado por artistas negras femininas.

## Apresentações ao vivo
Megan apresentou a canção pela primeira vez no BET Awards 2020 em 28 de junho, em um medley com "Savage (Remix)". Durante o primeiro show ao vivo virtual de Megan em 29 de agosto de 2020, que foi transmitido no Tidal, ela cantou a canção pela segunda vez.

## Videoclipe
Um lyric video para "Girls in the Hood" foi lançado em 26 de junho de 2020. O vídeo apresentava uma compilação "colorida" de fotos, vídeos e animações de Megan. O visual foi dirigido por 7Lemons.

## Desempenho nas tabelas musicais
| Tabela musical (2020)                        | Melhor posição |
| -------------------------------------------- | -------------- |
| Canadá (Canadian Hot 100)                    | 90             |
| Estados Unidos (Billboard Hot 100)           | 28             |
| Estados Unidos (Billboard R&B/Hip-Hop Songs) | 13             |
| Estados Unidos (Rhythmic Songs)              | 15             |
| Global 200 (Billboard)                       | 129            |
| Nova Zelândia (Hot Singles — RMNZ)           | 10             |